# Wireless Distribution System
Un Wireless Distribution System (sistema de distribución inalámbrica) (WDS) es un sistema que permite la interconexión inalámbrica de puntos de acceso en una red IEEE 802.11. 

## Técnica
WDS puede proporcionar dos modos de conectividad de punto de acceso a punto de acceso (AP-a-AP):
- Puente de red, en el que WDS AP (AP-a-AP en sitecom routers AP) se comunican sólo entre sí y no permiten que las estaciones inalámbricas (también conocidas como clientes inalámbricos o STA) puedan acceder a ellas.
- Repetidor Wireless, en el que los puntos de acceso (WDS en los routers Sitecom) se comunican entre sí y con los clientes.

## Ventajas y Problemas
- La ventaja del WDS sobre otras soluciones es que conserva las direcciones MAC de los paquetes de los clientes a través de los distintos puntos de acceso.[1]

- Por su parte, dentro de las desventajas es importante puntualizar que en este modo se reduce la velocidad de transferencia a la mitad de su magnitud en cada salto.[1]

- No interopera bien entre marcas de equipos, ya que no es un estándar IEEE, solamente está normalizado en parte.[2][3][4]

- Es más difícil de configurar que otros protocolos.[1]

## Operación
WDS o Wireless Distribution System es una función que permite la interconexión inalámbrica entre routers o puntos de acceso. De esta manera podremos usar el router como repetidor de otra señal o para interconectar 2 redes.
Para que la comunicación entre 2 puntos de acceso o routers inalámbricos se pueda establecer, hay que partir de los siguientes supuestos:
1. Ambos aparatos soportan la función WDS.
2. Deben estar configurados en el mismo canal (aunque es posible realizarlo con canales diferentes).
3. Sus nombres de red inalámbricos (SSID) deben ser distintos (esto únicamente para saber a cuál de ellos estamos conectando con el ordenador).
4. Habrá que introducir en cada uno de ellos la dirección MAC del otro. Para establecer la seguridad inalámbrica podrán utilizar cifrado WEP o WPA con claves precompartidas, y filtrado de direcciones MAC. En equipos antiguos no suele funcionar con WPA.[1]

Se requiere que todos los equipos usen el mismo espectro de radiofrecuencia y si usan cifrado WEP o WPA compartan las claves.
Los SSID de los puntos de acceso pueden ser diferentes (aunque hay fabricantes que requieren que sean iguales).

### Modalidades
Con WDS un punto de acceso puede funcionar sólo como punto de acceso, como puente con otro punto de acceso, o bien ambas funciones. De esta manera es posible crear una gran red inalámbrica dado que cada punto de acceso se conecta a cualquier otro punto de acceso disponible (que use WDS) y a cada punto de acceso se pueden conectar, de forma cableada o inalámbrica, la cantidad máxima que acepte el aparato, típicamente 256 equipos.
Cuando se diseñó el estándar 802.11 se pensó en dos tipos básicos de servicios:
- BSS (Basic Service Set): en este caso sólo hay un punto de acceso y una red inalámbrica definida por las estaciones conectadas a ese único AP (Access Point).
- ESS (Extended Service Set): en este caso hay varios puntos de acceso e interesa que las estaciones conectadas a cualquiera de ellos puedan interconectarse de forma transparente. El sistema que permite dicha interconexión es el DS (Distribution System, sistema de distribución). El sistema de distribución inalámbrico no está del todo definido en el estándar 802.11 (sección 5.2.2).

WDS a veces es denominado modo de repetición, porque puede funcionar a la vez de puente y de punto de acceso.